# Intrepid Izzy
Intrepid Izzy is een platformspel met beat 'em up-elementen ontwikkeld door de Nederlandse computerspelontwikkelaar Senile Team. Het spel werd oorspronkelijk ontwikkeld voor pc en de Sega Dreamcast, en verscheen in 2020 op Steam. Een fysieke uitgave voor de Dreamcast volgde in augustus 2021. Versies voor moderne consoles verschenen op 2 december 2022.

## Spelverloop
Het spel combineert klassieke platformelementen met een niet-lineaire structuur, vergelijkbaar met het Metroidvania-genre. Spelers verkennen een doolhofachtige wereld waarin nieuwe vaardigheden toegang geven tot eerder ontoegankelijke gebieden. De speler bestuurt Izzy, die beschikt over een beperkt aantal levens. Door het verzamelen van scherven kunnen de maximale levenspunten worden verhoogd.
Het spel bevat meerdere thematisch uiteenlopende levels, evenals kleinere gebieden met eindbaasgevechten en zijmissies. In steden kunnen spelers communiceren met niet-speelbare personages, winkels bezoeken en minigames spelen in een arcadehal.
Izzy kan gebruik maken van speciale vaardigheden voorzien, het eekhoornkostuum, waarmee de speler op luchtstromen kan zweven.

## Ontwikkeling
Intrepid Izzy is ontwikkeld door Senile Team, een kleine onafhankelijke studio opgericht in 2003. De ontwikkeling werd grotendeels geleid door Roel van Mastbergen, die verantwoordelijk was voor ontwerp, art en programmering. Het spel ontstond uit een eerder idee voor een runnerspel, maar groeide uit tot een volledig platformspel nadat een verjaardagsproject voor een kennis leidde tot het ontwerp van het hoofdpersonage Izzy.
De animaties werden gemaakt met behulp van op maat gemaakte software en omvatten duizenden frames. Voor de Dreamcast-versie waren optimalisaties nodig vanwege de beperkte hoeveelheid RAM en videogeheugen. Datacompressie werd toegepast om deze geheugenbeperkingen te omzeilen, terwijl aanvullende optimalisaties zorgden voor een grotendeels stabiele framerate van zestig beelden per seconde.

## Uitgave
De pc-versie van Intrepid Izzy verscheen in juli 2020 via Steam. Een fysieke Dreamcast-versie werd op 20 augustus 2021 uitgebracht, uitgegeven door WAVE Game Studios. Deze versie verkocht in korte tijd uit. Een digitale editie, voor gebruik met Optical Disc Emulators, volgde op 10 maart 2023.
Versies voor PlayStation 4, PlayStation 5, Nintendo Switch, Xbox One en Xbox Series X/S werden gepoort door Ratalaika Games en uitgebracht op 2 december 2022.

## Ontvangst
Intrepid Izzy werd gemengd tot positief ontvangen. Recensenten prezen de vloeiende animatie en de soundtrack van componist Ben Kurotoshiro. De Dreamcast-versie werd geprezen om de technische prestaties.
Kritiek werd geuit op de frequent noodzakelijke backtracking en het vechtsysteem, dat door sommigen als frustrerend werd ervaren. Daarnaast kreeg de grafische stijl gemengde reacties, waarbij sommige critici de stijl vergeleken met die van Flashspellen.

## Vervolg
In 2025 kondigde Senile Team een spin-off aan onder de titel Izzy's Arcade. Dit spel richt zich op het verkennen van een fictieve arcadehal met uiteenlopende minigames, waaronder vernieuwde versies van spellen uit Intrepid Izzy zelf. De eerste versie wordt verwacht op pc; een Dreamcast-versie wordt als waarschijnlijk beschouwd.